# Gamba, Gabon
Gamba är en ort i Gabon. Den ligger i provinsen Ogooué-Maritime, i den sydvästra delen av landet, 300 km söder om huvudstaden Libreville. Antalet invånare är 10 454.